# Leoš Petrovský
Leoš Petrovský (ur. 5 stycznia 1993 we Frydku-Mistku) – czeski piłkarz ręczny, obrotowy, od 2017 zawodnik Bergischer HC.
Początkowo występował w SKP Frydek-Mistek. W 2012 przeszedł do Talentu Pilzno, z którym dwukrotnie wywalczył mistrzostwo Czech. W sezonie 2014/2015 rozegrał w barwach Talentu 34 mecze, w których rzucił 67 goli. W kwietniu 2015 testowany był przez Wisłę Płock. W maju 2015 podpisał trzyletni kontrakt z Azotami-Puławy. W sezonie 2015/2016 rozegrał w Superlidze 30 meczów i zdobył 55 bramek. W sezonie 2016/2017, po przyjściu do Azotów Bartosza Jureckiego, był jego zmiennikiem. Ze względu na brak regularnych występów poprosił o skrócenie swojej umowy, na co władze klubu wyraziły zgodę. W 2017 przeszedł do Bergischer HC, z którym podpisał dwuletni kontrakt.
W 2012 wraz z młodzieżową kadrą Czech uczestniczył w mistrzostwach Europy U-20 w Turcji, podczas których rozegrał siedem meczów i zdobył 10 bramek.
W reprezentacji Czech zadebiutował 4 kwietnia 2014 w meczu z Rosją (19:22), natomiast dwie pierwsze bramki rzucił następnego dnia w spotkaniu z Białorusią (23:31). W 2015 uczestniczył w mistrzostwach świata w Katarze, podczas których wystąpił w siedmiu spotkaniach i zdobył 10 goli.

## Sukcesy
Talent Pilzno
- Mistrzostwo Czech: 2013/2014, 2014/2015